# Filips I van Savoye
Filips I van Savoye (Aiguebelle 1207 - Roussillon-en-Bugey, 15 augustus 1285), was de achtste en jongste zoon van graaf Thomas I van Savoye en Beatrix van Genève.

## Levensloop
Zonder tot priester te zijn gewijd, werd hij in 1241 bisschop van Valence en in 1245 aartsbisschop van Lyon. Hij cumuleerde blijkbaar beide functies, hoewel het niet zeker is dat hij ooit echt bezit nam van de aartsbisschoppelijke zetel. Jaren later stond hij nog in akten vermeld als 'archiepiscopus electus', met andere woorden aangesteld, maar niet werkelijk in functie. Hij was verder ook deken van het kapittel in Vienne en proost van het kapittel van Sint-Donaas in Brugge (van 1240 tot ca. 1260). Hij had nog verschillende andere beneficies in het graafschap Vlaanderen en Engeland. Zowel de bisschopszetels als in elk geval het proostschap van Sint-Donaas had hij te danken aan het feit dat zijn broer Thomas van Savoye (1199-1259) in 1237 getrouwd was met gravin Johanna van Constantinopel, machtige vrouw die invloed had, ook in Rome.

## Strijd om het proostschap
Er werd verwacht van iemand die een zo aanzienlijke zetel bekleedde als die van het aartsbisdom Lyon, daarbij zo ver verwijderd van Vlaanderen, dat hij ontslag zou nemen; Filips maakte hier echter geen aanstalten toe. Het kapittel was het met de toestand niet eens en op 15 januari 1246 publiceerde het de beslissing dat de proost voortaan onder het toezicht viel van de deken. Hij mocht het graafschap Vlaanderen niet meer verlaten, behalve als dit gebeurde in dienst van de graaf, voor de verdediging van de proosdij en zijn inwoners, voor een bedevaart, voor het verdedigen van de belangen van zijn verwanten of om in Parijs te studeren. De afwezigheden konden slechts worden toegestaan op voorwaarde dat de kanselarijdienst en de zorg voor Sint-Donaas verzekerd waren. De beslissing was dus eerder symbolisch en een uitdrukking van de wrevel van het kapittel tegenover een bestendig afwezige proost. De uitzonderingsmogelijkheden bleven zo talrijk, dat Filips zich aan geen verdere problemen moest verwachten.
Jaren later was men echter de toestand beu geworden. De broer van Filips was in 1259 overleden, zodat hij zijn voornaamste steun in Vlaanderen kwijt was. Margaretha van Constantinopel had andere ideeën en een andere kandidaat, zodat een bondgenootschap tussen de graaf en het kapittel tot stand kwam en de proost werd afgedankt. Hij ging zich beklagen bij de paus, en die stelde Johannes, bisschop van Belley aan om als scheidsrechter op te treden. Die gaf Filips van Savoye gelijk en besliste dat hij proost mocht blijven. Daar had men in Brugge geen oren naar. Het kapittel van Sint-Donaas ging in beroep bij de pauselijke rechtbank en liet dit per afzonderlijke oorkonde weten aan de bisschop van Doornik, de aartsbisschop van Reims, de kapittels van Onze Lieve Vrouw en Sint Salvator in Brugge, enz.
Wat ook de uitkomst mocht zijn, het kapittel koos een nieuwe proost in de persoon van Jan van Vlaanderen, zoon van graaf Gwijde van Dampierre en kleinzoon van gravin Margaretha, die natuurlijk onmiddellijk akkoord ging. Gwijde trok, namens zijn jonge zoon en proost Jan eveneens naar de rechtbank tegen Filips van Savoye. Gravin Margaretha deed hetzelfde. De klachten werden in Rome in maart 1262 ontvankelijk verklaard en Filips van Savoye stelde zich onmiddellijk te weer tegen de 'usurpator' en diens vader en grootmoeder. De kardinalen Hugo en Octavianus werden als scheidsrechters aangeduid. Ze gaven de Brugse klagers min of meer gelijk, maar voegden er meteen aan toe dat Filips zich bij hun oordeel slechts moest neerleggen indien de kanunniken van het kapittel het er unaniem mee eens waren. Aangezien hij daar nogal wat van zijn vrienden had kunnen benoemen, was die eensgezindheid weinig waarschijnlijk.
Hoe het verder afliep kunnen we niet met zekerheid vaststellen, tenzij dat er van Filips in de oorkonden van het Sint-Donaaskapittel nooit sprake meer was. Beide partijen trokken dan maar weer naar de paus met hun klachten en die stelde Clemens, de aartsdiaken van Laon aan om de zaak opnieuw te onderzoeken. In augustus 1263 besliste paus Urbanus IV dat alle functies en waardigheden die Filips van Savoye had verkregen, zowel voor als na zijn promotie tot elect aartsbisschop van Lyon, verenigbaar bleven met dit Lyonese ambt, met uitzondering echter van het proostschap van Sint Donaas en het ermee samengaande kanselierschap van Vlaanderen. Zo was de twist voor goed beslecht.

## Belangrijke rol in Lyon

Wapenschild van de graven van Savoye

De tamelijk grote onafhankelijkheid die Lyon in die tijd genoot, en de bevoorrechte situering tussen Frankrijk en het Duitse keizerrijk, lieten aan Filips toe om een politieke rol te spelen. Onder zijn episcopaat werden de handelsbanden tussen Lyon en Engeland hechter en hij had nauwe betrekkingen met koning Henry III. In 1247 nam hij deel aan onderhandelingen tussen Frankrijk en Engeland. Hij was ook zeer aanwezig in de Dauphiné, waar hij uitgestrekte eigendommen bezat. In het kapittel van Lyon werd hij vooral gesteund door kanunniken die uit die streek kwamen.

## Werelds bestuurder
Hij leefde al een hele tijd in vijandschap met paus Urbanus IV en paus Clemens IV, toen hij in 1267 zijn bisschopsambten verliet en trouwde met gravin Adelheid van Bourgondië. Hierdoor kon hij zijn broer Peter opvolgen, die gestorven was zonder mannelijke erfgenaam. Hij werd dan ook graaf van Savoye, Aosta en Maurienne van 1268 tot 1285.
Uit hoofde van zijn vrouw was hij ook graaf van Bourgondië van 1267 tot 1279, maar toen hun huwelijk kinderloos bleef en zij in 1279 stierf, ging dit erfdeel naar Otto IV van Bourgondië, haar zoon uit haar eerste huwelijk met Hugo van Chalon.
Filips volgde zijn broer op in 1268, maar werd bestreden door zijn nicht Beatrix, de dochter van Peter, waarbij het tot een familie-oorlog kwam. Filips vormde een coalitie met de heren van Gex, de graaf van Genève en de bisschoppen van Lausanne en Genève. Deze coalitie werd gesteund door Rudolf van Habsburg.
In Piëmont vestigde hij zijn gezag in Turijn, met de hulp van graaf Willem VI van Montferrat.
Ook Filips had geen nakomelingen en na zijn overlijden brak opnieuw een opvolgingsstrijd los tussen zijn neven Amadeus, Thomas en Lodewijk, waarbij ten slotte de door hem aangewezen opvolger, Amadeus het pleit won.

## Voorouders
| Voorouders van Filips I van Savoye (1207-1285) | Voorouders van Filips I van Savoye (1207-1285)                      | Voorouders van Filips I van Savoye (1207-1285)                      | Voorouders van Filips I van Savoye (1207-1285)               | Voorouders van Filips I van Savoye (1207-1285)               | Voorouders van Filips I van Savoye (1207-1285)               | Voorouders van Filips I van Savoye (1207-1285)               | Voorouders van Filips I van Savoye (1207-1285)                      | Voorouders van Filips I van Savoye (1207-1285)                      |
| ---------------------------------------------- | ------------------------------------------------------------------- | ------------------------------------------------------------------- | ------------------------------------------------------------ | ------------------------------------------------------------ | ------------------------------------------------------------ | ------------------------------------------------------------ | ------------------------------------------------------------------- | ------------------------------------------------------------------- |
| Overgrootouders                                | Amadeus III van Savoye (1094-1148) ∞ Mathilde van Albon (1112-1148) | Amadeus III van Savoye (1094-1148) ∞ Mathilde van Albon (1112-1148) | Gerald I van Mâcon (-1184) ∞ Maurette van Salins (–)         | Gerald I van Mâcon (-1184) ∞ Maurette van Salins (–)         | Amadeus I van Genève (1098-1178) ∞ Mathilde van Cuseau (–)   | Amadeus I van Genève (1098-1178) ∞ Mathilde van Cuseau (–)   | Amadeus III van Savoye (1094-1148) ∞ Mathilde van Albon (1112-1148) | Amadeus III van Savoye (1094-1148) ∞ Mathilde van Albon (1112-1148) |
| Grootouders                                    | Humbert III van Savoye (1136-1189) ∞ Beatrix van Mâcon (-)          | Humbert III van Savoye (1136-1189) ∞ Beatrix van Mâcon (-)          | Humbert III van Savoye (1136-1189) ∞ Beatrix van Mâcon (-)   | Humbert III van Savoye (1136-1189) ∞ Beatrix van Mâcon (-)   | Willem I van Genève (1132-1195) ∞ Agnes of Savoy (1125–1172) | Willem I van Genève (1132-1195) ∞ Agnes of Savoy (1125–1172) | Willem I van Genève (1132-1195) ∞ Agnes of Savoy (1125–1172)        | Willem I van Genève (1132-1195) ∞ Agnes of Savoy (1125–1172)        |
| Ouders                                         | Thomas I van Savoye (1180-1233) ∞ Beatrix van Genève (-1252)        | Thomas I van Savoye (1180-1233) ∞ Beatrix van Genève (-1252)        | Thomas I van Savoye (1180-1233) ∞ Beatrix van Genève (-1252) | Thomas I van Savoye (1180-1233) ∞ Beatrix van Genève (-1252) | Thomas I van Savoye (1180-1233) ∞ Beatrix van Genève (-1252) | Thomas I van Savoye (1180-1233) ∞ Beatrix van Genève (-1252) | Thomas I van Savoye (1180-1233) ∞ Beatrix van Genève (-1252)        | Thomas I van Savoye (1180-1233) ∞ Beatrix van Genève (-1252)        |

## Bron
- Archief van de Proosdij van Sint-Donaas (bewaard in het Rijksarchief te Brugge).